# Вижайка (приток Лолога)
Вижайка — река в России, протекает в Кочёвском и Гайнском районах Пермского края. Устье реки находится в 55 км по правому берегу реки Лолог. Длина реки составляет 17 км.
Исток реки северо-восточнее села Юксеево (центр Юксеевского сельского поселения). Река течёт на север по ненаселённому лесу, приток — Турпан (левый). Верхнее и среднее течение в Кочёвском районе, нижнее — в Гайнском. Впадает в Лолог в 4 км к юго-востоку от посёлка Сергеевский (Иванчинское сельское поселение).

## Данные водного реестра
По данным государственного водного реестра России относится к Камскому бассейновому округу, водохозяйственный участок реки — Кама от истока до водомерного поста у села Бондюг, речной подбассейн реки — бассейны притоков Камы до впадения Белой. Речной бассейн реки — Кама.
Код объекта в государственном водном реестре — 10010100112111100003000.